# 도요하시조선초급학교
도요하시조선초급학교(일본어: 豊橋朝鮮初級学校)는 일본 도요하시시에 위치한 조선학교이다.

## 학과
- 초급부
- 유치반